# ریگ

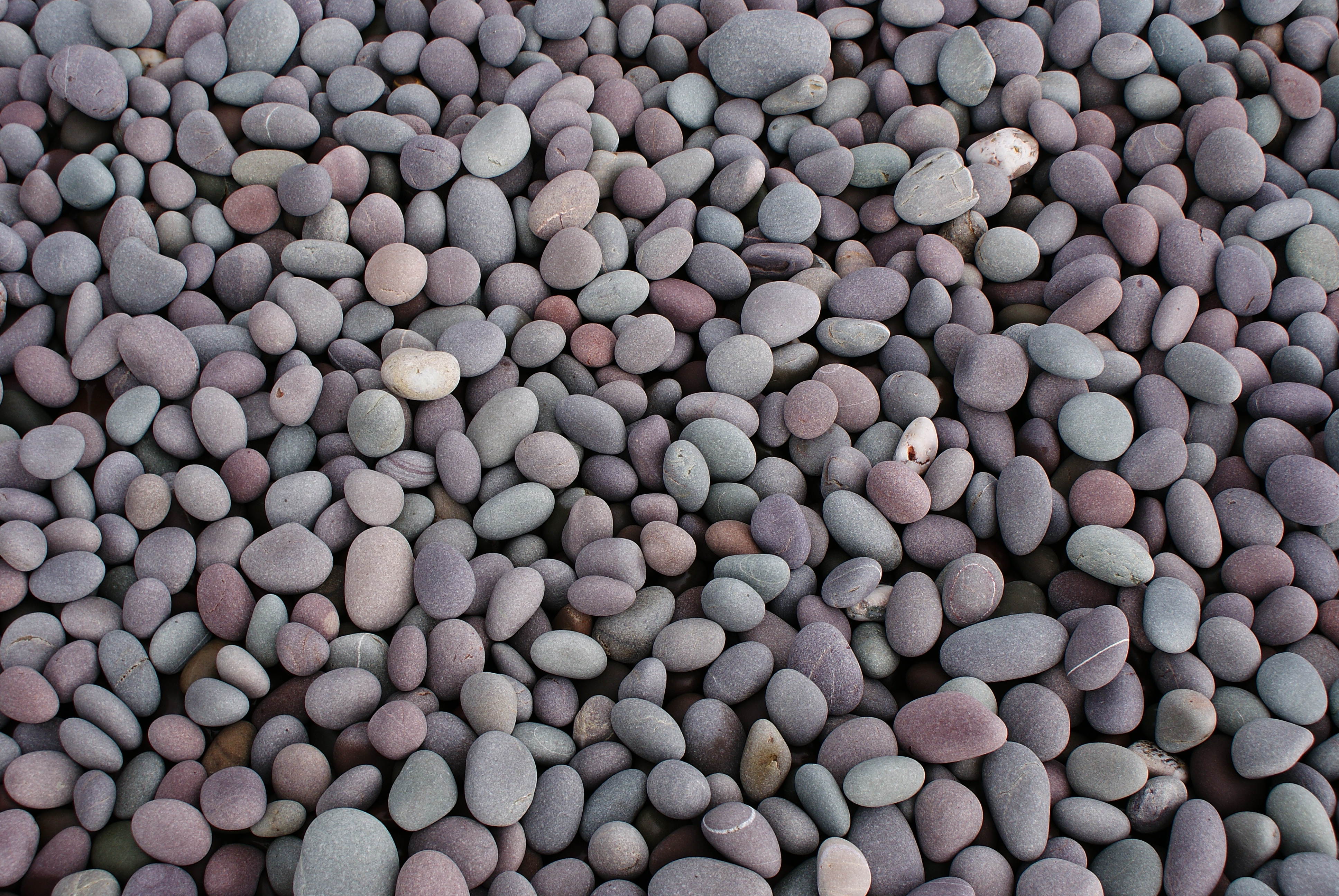
ریگ‌ها در ساحل شینگل، انگلستان

ریگ (انگلیسی: Pebble) یا گاهی سنگ‌ریزه، یک نوع سنگ است که اندازه ذرات آن بین ۲ تا ۶۴ میلی‌متر بر اساس است. ریگ به طور کلی بزرگتر از گرانول (قطر ۲ تا ۴ میلی‌متر) و کوچکتر از سنگ‌فرش (قطر ۶۴ تا ۲۵۶ میلی‌متر) در نظر گرفته می‌شود. سنگ ساخته شده توسط ریگ‌ها را عمدتاً سنگ کنگلومرا می‌نامند. ابزار نقش و نگار ریگی دادن در میان نخستین مصنوعات ساخته شده انسان نیز موجود است و قدمت این اشیا از دوران سنگی تاریخ بشر است.
ریگ‌ها در رنگ‌ها و بافت‌های مختلف دیده می‌شوند. ریگ عمدتاً صاف اما، وابسته به چگونه تماس اغلب آنها با دریا است، آن‌ها می‌توانند نشانه‌های تماس با سنگ‌های دیگر یا ریگ‌ها و سنگ‌ریزه‌های دیگر داشته باشند.

## استفاده انسانی
سنگ‌ریزه ساحل و سنگ‌ریزه رودخانه برای انواع اهداف استفاده می‌شود، هر دو خارج از منزل و در داخل خانه‌ها مورد استفاده قرار می‌گیرند. آنها را می‌توان به رنگ و اندازه طبقه‌بندی کرد. سنگریزه ساحل اغلب برای محوطه سازی، ساخت و ساز و به عنوان عناصر تزئینی استفاده می‌شود. سنگ‌ریزه ساحل اغلب برای پوشش گردشگاه‌ها و وآمد، در اطراف استخرهای شنا، در داخل و اطراف ظروف بوته، در پاسیو و عرشه استفاده می‌شود. سنگریزه ساحل و رودخانه نیز برای ایجاد باغ آب هوشمند در مناطق که آب کمیاب است استفاده می‌شود. سنگریزه‌های کوچک نیز برای ایجاد فضاهای زندگی و باغات در پشت بام ساختمان‌ها کاربرد دارند. در داخل خانه، سنگ‌ریزه می‌تواند به عنوان نگهدارنده کتاب استفاده شود. از سنگ‌ریزه‌های بزرگ نیز برای ساخت اسابا بازی‌های کودکان مورد استفاده قرار می‌گیرند.

## نگارخانه

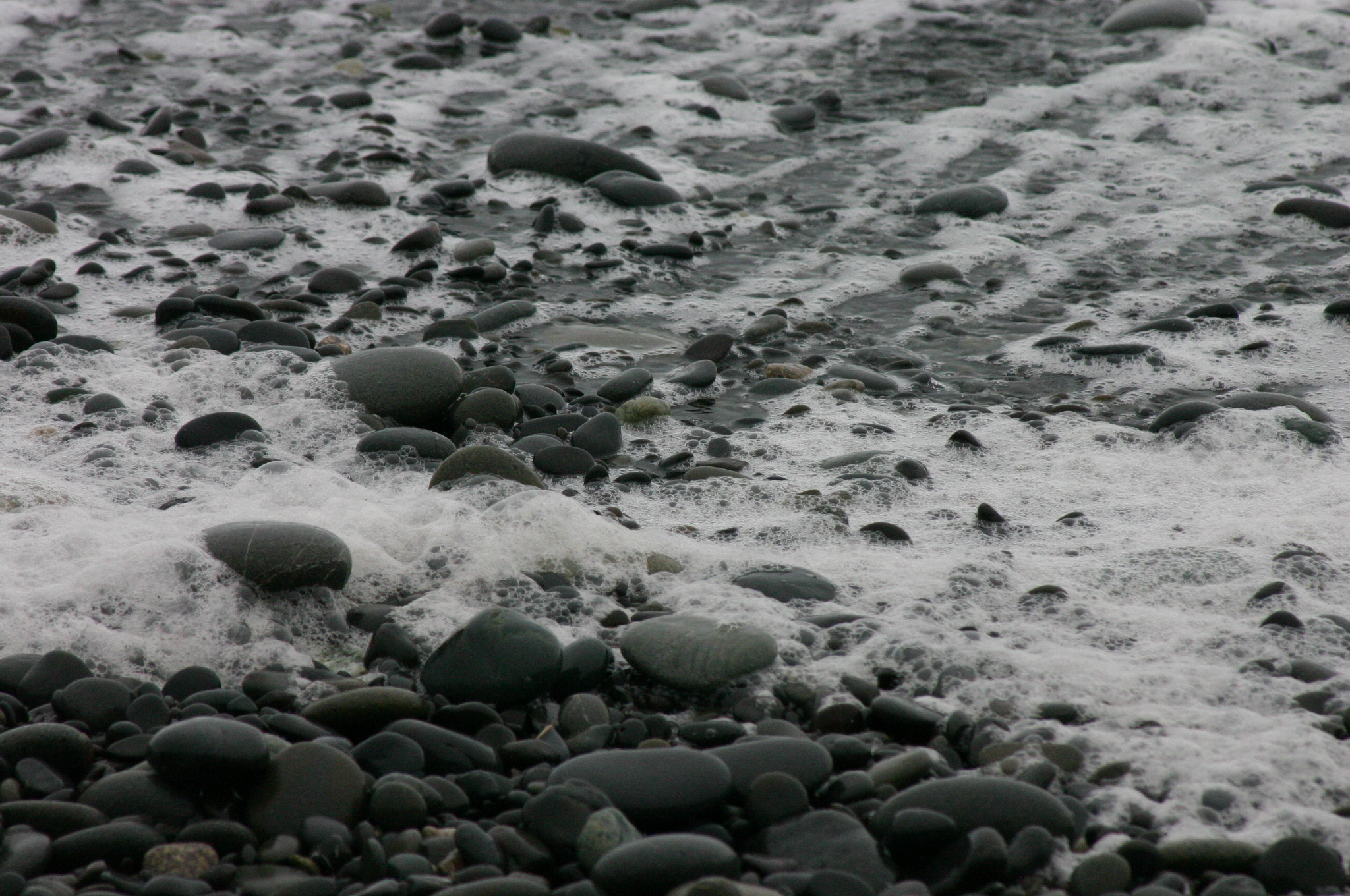
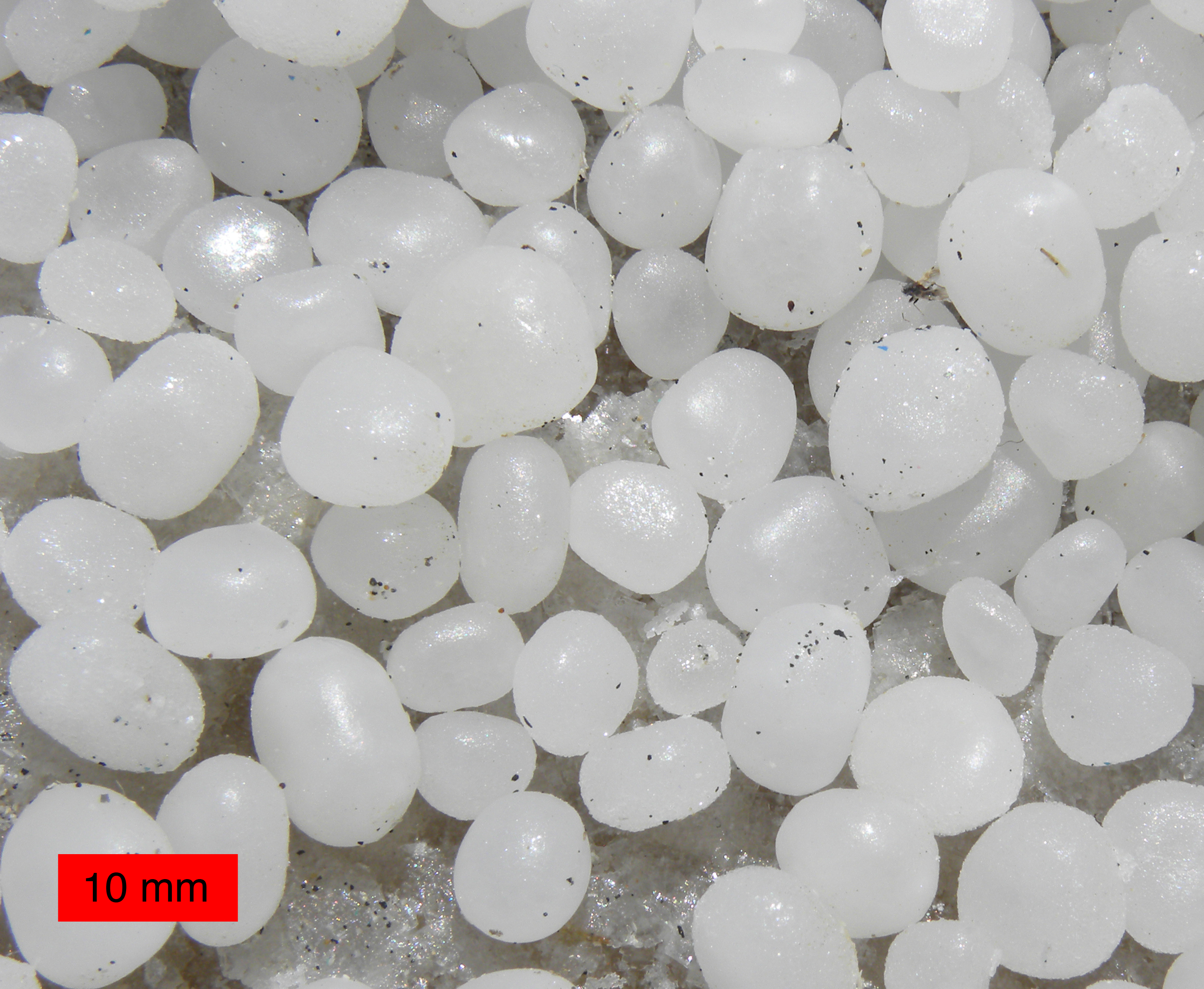
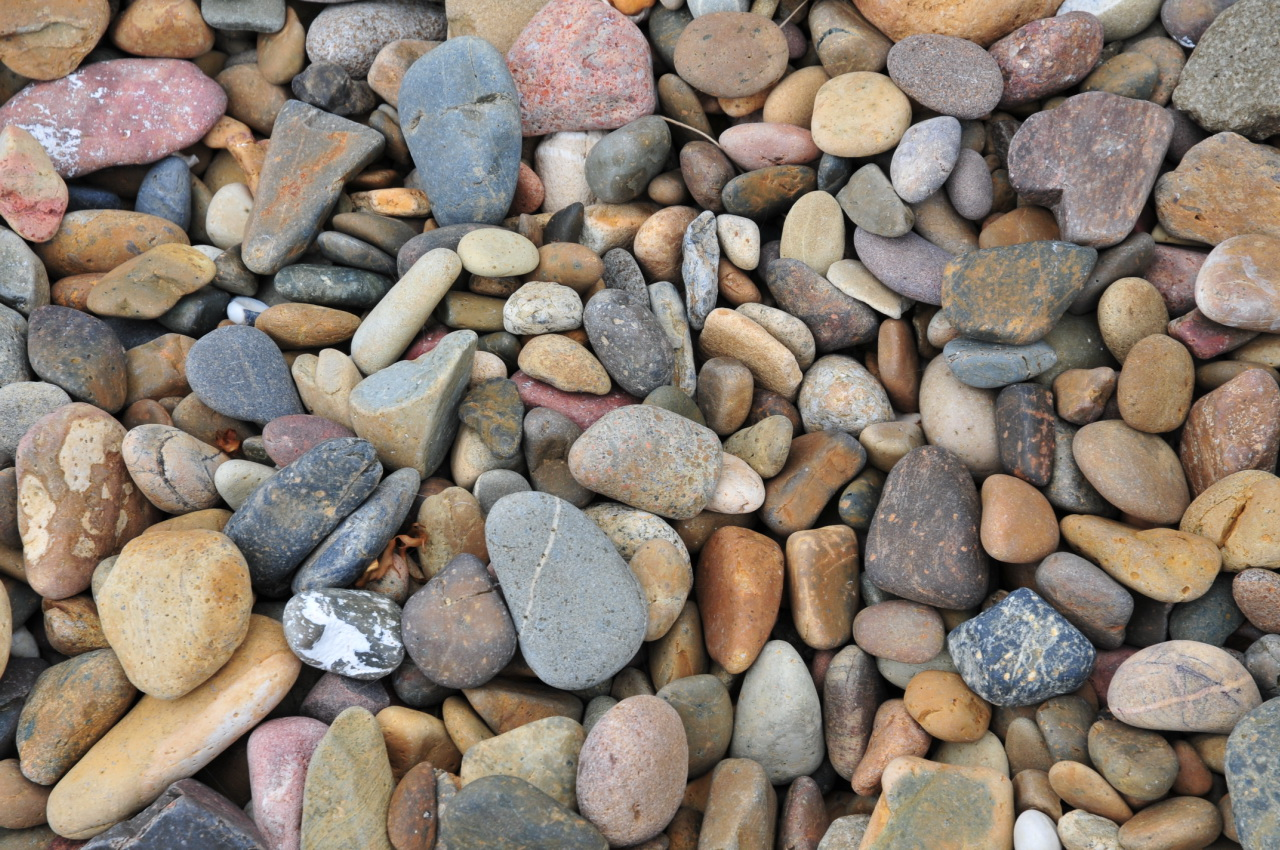